# Dember-Effekt
Der Dember-Effekt, auch Foto-Dember-Effekt oder Kristallfotoeffekt genannt, ist nach dem Physiker Harry Dember (1882–1943) benannt.
Er beschreibt die Entstehung einer elektrischen Spannung bei der Einstrahlung von Licht auf einen Halbleiter.

## Beschreibung

Dember-Effekt

Physikalisch beruht der Dember-Effekt auf folgender Ursache: Beim Einstrahlen von Licht genügend großer Energie (bzw. genügend kurzer Wellenlänge) auf den Halbleiter werden Elektronen vom Valenzband über die Bandlücke des Halbleiters angehoben (photoelektrischer Effekt). Es entstehen sogenannte Elektron-Loch-Paare (Löcher sind fehlende Elektronen im Valenzband des Halbleiters). Da das Licht im Halbleiter absorbiert wird, ist die Dichte der Elektron-Loch-Paare an der Oberfläche am höchsten und nimmt in den Halbleiter ab. Diese räumliche Abnahme der Elektron-Loch-Paare folgt einem exponentiellen Abfall, dem Lambert-Beersches Gesetz. Der Gradient der Elektron-Loch-Paare führt zu einem Diffusionsstrom in den Halbleiter. Nun sind Elektronen und Löcher verschieden schwer, sie besitzen unterschiedliche effektive Massen. In der Regel sind die effektiven Massen der Elektronen kleiner als die der Löcher, weshalb Elektronen schneller in den Halbleiter diffundieren. Dadurch setzt eine räumliche Trennung  von Elektronen und Löchern ein. Diese räumliche Trennung von Elektronen (negativen Ladungen) und Löchern (positive Ladungen) erzeugt eine elektrische Spannung.

## Anwendung
Der Dember-Effekt besitzt auch Relevanz bei der Erzeugung von Terahertzstrahlung aus Halbleitern. Trifft ein kurzer Lichtpuls auf einen Halbleiter, so baut sich die elektrische Spannung durch den Dember-Effekt auf. Wenn der Lichtpuls von einem Femtosekundenlaser erzeugt wird, so erfolgt der Aufbau der Spannung innerhalb von weniger als einer Pikosekunde. Durch diesen Prozess wird elektromagnetische Strahlung im Terahertz-Frequenzbereich abgestrahlt, die erstmals von Thomas Dekorsy beobachtet wurde.